# Phước Hưng, Trà Cú
Phước Hưng là một xã thuộc huyện Trà Cú, tỉnh Trà Vinh, Việt Nam.

## Địa lý
Xã Phước Hưng có vị trí địa lý:
- Phía đông giáp huyện Cầu Ngang
- Phía tây giáp xã Tập Sơn
- Phía nam giáp xã Ngãi Xuyên và xã Tân Hiệp
- Phía bắc giáp huyện Châu Thành và huyện Tiểu Cần.

Xã Phước Hưng có diện tích 32,24 km², dân số năm 2019 là 15.334 người, mật độ dân số đạt 476 người/km².

## Hành chính
Xã Phước Hưng được chia thành 9 ấp: Bến Chùa, Chợ, Chợ Dưới, Chợ Trên, Chòm Chuối, Đầu Giồng A, Đầu Giồng B, Ô Rung, Trạm.